# Vasili Ivanovski
Vasili Ivanovski (în rusă Васи́лий Семёнович Ивано́вский; n. 1843, Q23879468⁠(d), Q23895237⁠(d), Regiunea Tula, Rusia – d. 11 august 1911, București, România) a fost un medic și revoluționar socialist originar din Imperiul rus, stabilit ulterior în România.

## Biografie
Născut în 1843, Ivanovski a intrat în contact cu ideile socialiste în timp ce studia medicina la Academia Imperială de Medicină și Chirurgie din Sankt Petersburg⁠(d), participând în mai multe revolte și fiind arestat de mai multe ori. A absolvit facultatea în 1874 și s-a angajat ca medic în Gubernia Vladimir, dar a fost arestat pentru propagandă revoluționară. A fost eliberat în noiembrie 1876 din lipsă de probe și s-a stabilit la Moscova, unde a continuat să răspândească propagandă socialistă.
A fost arestat din nou, iar în ianuarie 1877 a reușit să evadeze din închisoare, emigrând în România. A lucrat ca medic în Sulina și Tulcea, sub numele de Piotr Alexandrov (cunoscut și drept Petru Alexandroff). A fost un membru marcant al emigrației socialiste rusești din România, alături de Nikolai Sudzilovski, Constantin Stere, Nicolae Zubcu-Codreanu, Zamfir Arbore sau Constantin Dobrogeanu-Gherea. A devenit popular și respectat în Dobrogea, deoarece trata pe gratis oamenii nevoiași.
A decedat pe 11 august 1911 într-un spital din București, în urma unei boli hepatice. A fost înmormântat în capitala României.